# Y(4260)
El Y(4260) es una partícula anómala con una masa de 4260 MeV/c2 la cual no se ajusta al modelo de quarks. Fue descubierta en el experimento BaBar en la Universidad de Stanford por el Departamento de Energía en California y más tarde confirmada por muchos otros experimentos. Es poco probable que ésta partícula sea un estado "encantado" (charmónico) debido al hecho de que Y(4260) es más pesado que el umbral DD, aun así, sorprendentemente, se encuentra en una disminución en la tasa de producción de los pares D. Se baraja la posibilidad de que sea un híbrido, un tipo de partícula predicha pero que aún no se ha descubierto, donde un gluón es una parte permanente de la estructura de la partícula, en vez de ser sólo un mensajero que mantiene los quarks unidos.